# Johannes Munnikes
Johannes Hendricus Munnikes (ur. 5 września 1916 w Amsterdamie, zm. 1 czerwca 2003 tamże) – holenderski zapaśnik walczący w stylu klasycznym. Olimpijczyk z Londynu 1948, gdzie zajął piąte miejsce w kategorii do 67 kg.

## Letnie Igrzyska Olimpijskie 1948
| Konkurencja          | Rundy eliminacyjne | Rundy eliminacyjne    | Rundy eliminacyjne    | Rundy eliminacyjne     | Klas. końcowa |
| Konkurencja          | Przeciwnik I       | Przeciwnik II         | Przeciwnik III        | Przeciwnik IV          | Miejsce       |
| -------------------- | ------------------ | --------------------- | --------------------- | ---------------------- | ------------- |
| 67 kg styl klasyczny | wolny los Z        | Frans Rombaut (BEL) Z | Eero Virtanen (FIN) P | Károly Ferencz (HUN) P | 5.            |